# Mireya Larenas
Mireya Larenas Soto (Santiago, 29 de enero de 1932 - 30 de octubre de 2022) es una pintora, grabadora y artista visual chilena. Su prolífica obra, vinculada a la corriente expresionista, se enmarca dentro del desarrollo artístico chileno de segunda mitad del siglo XX.

## Biografía
Cursó sus estudios secundarios en el Liceo 1 de Santiago. Más tarde estudió Pedagogía en Artes Plásticas en la Escuela de Bellas Artes de la Universidad de Chile, donde fue estudiante de destacados pintores de la escena local como: Carlos Pedraza, Israel Roa, Ramón Vergara Grez y Ximena Cristi. De esta última académica y artista, recibió gran influencia en su formación y trabajó como su ayudante de docencia por casi diez años. Obtuvo el título de Profesora de Estado en Artes Plásticas en 1972.
Formó parte del Taller 99 de Grabado que en aquella época, instruía y promocionaba a jóvenes artistas chilenos y chilenas. Desde la década de los sesenta ejerció su carrera como docente en la Universidad de Chile, dedicándose a la cátedra de dibujo, llegando a ocupar el cargo de Vicedecana y posteriormente Decana de la Facultad de Artes desde 1991 a 1992, siendo académica hasta el año 2007. Presente en el ámbito del arte desde la década de los cincuenta, la artista ha destacado en salones oficiales, concursos, muestras colectivas y bienales y ha obtenido varios premios. Destaca dentro de los principales artistas contemporáneos/as de Chile.

## Obra
Mireya Larenas, ha sobresalido sobre todo en su faceta de pintora, ha pintado en óleo sobre tela desde donde ha construido y consolidado un estilo pictórico propio que se ha vinculado en múltiples ocasiones con el expresionismo. La artista ha mencionado que su obra transita desde una vereda intimista y latinoamericanista: pues los personajes que ella plasma tienen esa complejidad de "la mezcla" que implica ser latinoamericano: "un personaje contemporáneo y cotidiano, lleno de matices, de esperanzas, de resabios; muchas veces un personaje común pero de una genuina gran expresividad". A este respecto, es importante mencionar que ese trabajo lo consigue mediante técnica y estilo, que transita entre la pintura y el grabado, ante lo cual la artista ha señalado: 

"Creo, que como tendencia, estoy dentro de un expresionismo pero no influenciada por el expresionismo europeo, sino propio de una artista latinoamericana".

En 1958 Mireya expuso en el 69 Salón Oficial organizado por el Instituto de Extensión de Artes Plásticas de la Universidad de Chile, evento en donde se muestra el giro que da la artista a su obra, yendo del expresionismo que la abstracción. Durante esta transición, la artista continúa su repertorio que ha distinguido su obra: la mujer y la figura femenina desde una posición muy personal.
Como dice el académico Enrique Solanich:

“Pierden sus mujeres en ese imaginario los pudores inherentes a la arbitraria demarcación de lo privado y lo público, rebasando la temporalidad provinciana para especular de lleno en una poética de lo femenino, más genérica, universal y polivalente”.

Ximena Cristi, mentora de la artista, se refiere a la obra de Mireya Larenas de la siguiente forma: "coge la realidad en gestos grandes que despliega sobre la tela representando la figura humana, sin embargo, nunca es realista. Abstrae las formas desde una pasión desmedida, con las furias propias de una naturaleza desplegada en tempestad, sísmica o torrencial, transformando la idea y la imagen en materia misma".
El retratar a las mujeres y la experiencia femenina desde una actitud cotidiana, remitiéndose más a la vida interior de sus protagonistas que a sus alrededores, permite que se desarrolle una pintura atmosférica que alude constantemente a una sensibilidad y sensualidad subyacente a la experiencia de ser mujer en un contexto latinoamericano. Es en este punto donde su obra se cruza con el tango como otro leitmotiv, debido a la nostalgia y al “sentimentalismo latinoamericano" que evocan sus letras, sin embargo, desde un posicionamiento femenino como ella misma lo aclara: 

"Me inspira mucho [el tango], porque más allá de la música y de la letra hay frases que son muy nuestras, de nuestra mentalidad latinoamericana; tan sin poses, sin rebuscamientos.[...] Pero en estas obras, al revés de mucho tango macho y compadrito, la protagonista es una mujer, porque la pintura mía es como una visión de la vida, de las cosas trascendentes, de las cotidianas, pero vistas a través de los ojos de una mujer".

Esto se puede apreciar en obras tales como: Odalisca (1963), Homenaje a Gardel (1970) y en numerosos óleos de figuras desnudas que pintó por la misma época. Se ha dicho que su obra tiene influencia de los pintores Nabis, ubicados dentro de la corriente del postimpresionismo, especialmente del francés Pierre Bonard cuyos espacios intimistas y pinceladas en detalle desplegaban una forma material que contuviera su subjetividad. Sin embargo, dicha influencia no viene directamente de Bonard por cuanto la artista siempre se ha preocupado de que la textura de colores intensos se vea dentro de formas realistas coloridas y contorneadas por la línea oscura para realzar el contraste y crear ese intimismo que transita entre lo postimpresionista y lo expresionista, un híbrido del que se puede deducir la pintura de Mireya Larenas.
Algunos paisajes pintados por ella son bastante expresionistas y se salen de la línea sutil intimista llegando incluso a pintar atmósferas de pesadilla como lo hace en el cuadro titulado "El cielo oscurece". Sin entender su pintura como una adopción de estilos vanguardistas europeos, por técnica y temática, con su obra se asiste a un panorama más latinoamericanista que se acentúa en esa etapa donde retrata la sensualidad del tango para crear un mundo más lírico.

## Exposiciones
Mireya Larenas en sus más de 60 años de trayectoria como artista visual ha participando en múltiples exposiciones y muestras tanto individuales como colectivas. Sus pinturas se han exhibido en galerías, museos y salones de todo Chile y en otros de países de Latinoamérica, Europa y Asia, así como también en Estados Unidos. Ha participado en distintos concursos y bienales, logrando premios y certámenes y obteniendo reconocimiento a nivel nacional e internacional.

### Exposiciones individuales
- 1964. Pintura, Sala Libertad, Santiago, Chile.
- 1976. Pintura, Galería Fidel Angulo, Santiago, Chile.
- 1976. Exposición, Sala de la Universidad de Concepción, Concepción, Chile.
- 1977. Sala El Minuto de Dios, Museo de Arte Contemporáneo, Bogotá, Colombia.
- 1977. Galería Lawrence, Santiago, Chile.
- 1983. Pinturas, Galería Arte Actual Plaza Mulato Gil, Santiago, Chile.
- 1985. Instituto Cultural de Las Condes, Santiago, Chile.
- 1987. Galería de Arte Actual, Santiago, Chile.
- 1988. Exposición de Pintura, Museo de Linares, Linares, Chile.
- 1990. Luz y Sombra, Pintura, Galería La Fachada, Santiago, Chile.
- 1994. Pinturas Recientes, Galería Arte Actual La Dehesa, Santiago, Chile.
- 1994. Galería Modigliani, Viña del Mar, Chile.
- 1994. Pinturas Recientes, Galería del Arte, Talca, Chile.
- 1995. Galería de Arte El Caballo Verde, X Aniversario, Concepción, Chile
- 1995. Veinte Años no es Nada, Instituto Cultural de Providencia, Chile.
- 1996. Galería El Caballo Verde, Concepción, Chile.
- 1996. 20 Años no es Nada, Instituto Cultural de Providencia, Santiago, Chile.
- 1996. Obras Recientes, Universidad Metropolitana, Santiago, Chile.
- 1998. Siglo XX Cambalache, Galería Arte Actual, Centro de Extensión de la Universidad Católica, Santiago, Chile.
- 2001. Exposición Temporal Escaparate, Universidad de Talca, Chile.
- 2004. Mireya Larenas, Carmen Codoceo, La Serena, Chile.

### Exposiciones colectivas
- 1958. Salón Oficial Museo de Arte Contemporáneo, Universidad de Chile, Santiago, Chile.
- 1961. Salón Oficial Museo de Arte Contemporáneo, Universidad de Chile, Santiago, Chile.
- 1963. Salón Oficial, Museo Nacional de Bellas Artes, Santiago, Chile.
- 1963. Primera Bienal de Grabado, Museo de Arte Contemporáneo, Universidad de Chile, Santiago, Chile.
- 1964. Seleccionada Concurso Nacional Esso, Museo de arte Contemporáneo, Universidad de Chile, Santiago, Chile.
- 1965. Exposición Premio CAP, Museo de Arte Contemporáneo, Universidad de Chile, Santiago, Chile.
- 1965. Segunda Bienal Americana de Grabado, Museo de Arte Contemporáneo, Santiago, Chile.
- 1967. Exposición de La Habana, Casa de las Américas, La Habana, Cuba.
- 1968. Exposición Taller 99, Galería Central de Artes, Santiago, Chile.
- 1966/1967/1968. Exposición de Arte Contemporáneo, Museo de Arte Contemporáneo, Universidad de Chile, Santiago, Chile.
- 1968. Concurso de Pintura CRAV, Museo Nacional de Bellas Artes, Santiago, Chile.
- 1968. III Bienal Americana de Grabado, Museo de Arte Contemporáneo, Santiago, Chile.
- 1970. Cuarta Bienal de Grabado, Museo de Arte Contemporáneo, Universidad de Chile, Santiago, Chile.
- 1970. Grabados de Chile, Sala Municipalidad de Buenos Aires, Argentina.
- 1972. Pintura Chilena Contemporánea con motivo de la UNTAD III, Museo Nacional de Bellas Artes, Santiago, Chile.
- 1974. Concurso de Pintura CRAV, Museo de Arte Contemporáneo, Universidad de Chile, Santiago, Chile.
- 1975. Concurso El Sol, Museo Nacional de Bellas Artes, Santiago, Chile.
- 1975. Exposición la Mujer en la Pintura Chilena, Museo Nacional de Bellas Artes, Santiago, Chile.
- 1975. II Bienal Internacional de Valparaíso, Museo Municipal de Bellas Artes, Valparaíso, Chile.
- 1975. Borges en la Plástica. Museo de Arte Contemporáneo de la Universidad de Chile, Santiago, Chile.
- 1975. Concurso El Árbol, Museo de Arte Contemporáneo de la Universidad de Chile.
- 1976. Panorama del Arte Contemporáneo en Chile, Museo de Arte Contemporáneo, Universidad de Chile, Santiago, Chile.
- 1976. Salón Santiago de Chile: Certamen Nacional Chileno de Artes Plásticas, Museo de Arte Contemporáneo, Universidad de Chile, Santiago, Chile.
- 1976. Concurso de Pintura Academia de Bellas Artes del Instituto de Chile, Sala de Exposiciones de la Casa de la Cultura del Ministerio de Educación, Santiago, Chile.
- 1977. Seis Pintores, Galería El Sol, Santiago, Chile.
- 1977. Pintura Contemporánea Chilena, Instituto Cultural de Las Condes, Santiago, Chile.
- 1979. IV Bienal Internacional de Arte de Valparaíso, Museo Municipal de Bellas Artes, Valparaíso, Chile.
- 1979. V Concurso de Colocadora Nacional de Valores, Museo Nacional de Bellas Artes, Santiago, Chile.
- 1981. Muestra de Pintura Chilena, España.1981 Muestra de Pintura Chilena, Lima, Perú.
- 1982. La Evolución del Desnudo en la Pintura Chilena, Instituto Chileno - Norteamericano de Cultura, Santiago, Chile.
- 1982. El Árbol en la Pintura Chilena, Museo Nacional de Bellas Artes, Santiago, Chile.
- 1983. 50 Años de Plástica en Chile: Desde Matta hasta el Presente, Instituto Cultural de Las Condes, Santiago, Chile.
- 1983. Exposición de Profesores de Artes Plásticas, Facultad de Artes de la Universidad de Chile, Santiago, Chile.
- 1984. Presencia Cultural de Chile: Exhibición de obras de Pintura Contemporánea, Galería de Arte El Muro, Caracas, Venezuela.
- 1984. El Arte y la Supervivencia del Planeta, Museo Nacional de Hisatoria Natural, Santiago, Chile.
- 1984. Colegio de Profesores de Chile, Centro Cultural, Santiago, Chile.
- 1986. Valdivia y su Río, Instituto Cultural de Las Condes, Santiago, Chile.
- 1986. Instituto Cultural de las Condes. Nudos,Seminario para una Exposición. Santiago, Chile.
- 1986. Galería Municipal de Arte Valparaíso. Artistas Contemporáneos pintan Valparaíso. Valparaíso, Chile.
- 1989. IX Bienal Internacional de Arte de Valparaíso, Valparaíso, Chile.
- 1989. Pintores de Chile en el Edificio de la Construcción, Santiago, Chile.
- 1990. Cinco Décadas de Pintura Chilena, Feria del Hogar, Santiago, Chile.
- 1990. Museo Abierto. Museo Nacional de Bellas Artes, Santiago, Chile.
- 1991. Concurso El Color del Sur, Puerto Varas, Chile.
- 1991. Exposición de Autorretratos, Galería Plástica Nueva, Santiago, Chile.
- 1991. Seven Artists from Chile, The Gordon Gallery, Santa Mónica, California, Estados Unidos de América.
- 1993. La Fruta en la Pintura Chilena, Instituto Cultural de Las Condes, Santiago, Chile.
- 1993. Muestra inaugural de la Galería Arte Actual La Dehesa, Santiago, Chile.
- 1993. Concurso Ibici, organizado por la Embajada de Italia y Galería Arte Actual, Santiago, Chile.
- 1993. Grabados Chilenos, Mirada Retrospectiva, Colección Museo Nacional de Bellas Artes, Museo Nacional de Bellas Artes, Santiago, Chile.
- 1993. El otoño en la Pintura Chilena, Santiago, Chile.
- 1995. Retratos en la Pintura Chilena, Instituto Cultural de Providencia, Santiago, Chile.
- 1997. El Taller del Pintor, Instituto Cultural de Providencia, Santiago, Chile.
- 1997. Presencia del Paisaje Chileno, Museo de Arte Contemporáneo, Universidad de Chile, Santiago, Chile.
- 2005. Pintores Chilenos Contemporáneos de la 2.ª. Mitad del siglo XX, Museo de América, Madrid. España.
- 2006. 50 Años Taller 99, Galería La Sala, Santiago, Chile.
- 2006. 50 Años Taller 99, Museo Nacional de Bellas Artes, Santiago, Chile.

### Obras en colecciones públicas[1]
- Museo Nacional de Bellas Artes, Santiago, Chile.
- Museo de Arte Contemporáneo, Santiago, Chile.
- Museo de Punta Arenas, Chile.
- Colección Diario El Mercurio, Chile.
- Colección Banco de Crédito e Inversiones, Chile.
- Colección Revista Cosas.